# سيمون إميل أميتزبول-بيله
سيمون إميل أميتزبول-بيله (بالدنماركية: Simon Emil Ammitzbøll-Bille)‏ (ولد في 20 أكتوبر 1977 في هيليرود) هو سياسي دنماركي، وعضو في البرلمان الدنماركي لحزب التحالف الليبرالي. وهو وزير الاقتصاد والداخلية الدنماركي الحالي.

## المسيرة السياسية
في 10 أكتوبر 2008 قام هو وعدد من الأتباع بتأسيس حزب «الوسط المدني» (بالدنماركية: Borgerligt Centrum)‏.
في 13 أكتوبر 2008، ترك الحزب الليبرالي الاجتماعي الدنماركي، الذي كان يمثله في البرلمان الدنماركي منذ انتخابات عام 2005.
في 16 يونيو 2009، أعلن أنه انضم إلى التحالف الليبرالي وحل حزب الوسط المدني، تم التنازع بشدة على هذا من قبل أعضاء الحزب الذين لم يتبعوه في مغادرته.
وهو معروف بكونه العضو الدنماركي الوحيد في البرلمان الذي كان عضواً في ثلاثة أحزاب مختلفة في أقل من عام.

## الحشيش الحر
في 30 أغسطس/ آب 2011 ، وبمساعدة من الناخبين بنسبة 5.0%، قال سيمون إميل أميتسبول، على الهواء للإذاعة الدانماركية، بأن التصويت لصالح التحالف الليبرالي هو تصويت على الحشيش الحر.

## الحياة الخاصة
سيمون إميل أميتزبول-بيله مزدوج الميول الجنسية بشكل علني، وقد تزوج من رجل آخر، وهو «هينينغ أولسن» ، حتى توفي أولسن في أغسطس 2016، بعد صراع طويل مع مرض السرطان. في يونيو 2017، بدأ علاقة مع كريستين بيل،  وتزوجها في نوفمبر 2017. في أكتوبر 2017، أعلنوا أنهم يتوقعون أول طفل لهم في ربيع عام 2018. 
تم تسميته سياسي العام في عام 2006 من قبل منظمة إل جي بي تي الدنمارك.
وكانت حقوق المثليين أيضا من بين الشؤون السياسية لأميتزبول. في نوفمبر 2008 ، اقترح قرارًا برلمانيًا يسمح للأزواج في شراكة مسجلة بتبني أطفال من دول أخرى. وبفضل دعم أعضاء التحالف الليبرالي الدنماركي في التصويت في 17 مارس 2009 ، تم تبني الاقتراح. وتمكن الشركاء المثليون من التبني في الدنمارك بداية من عام 2010.

## وصلات خارجية
- سيمون إميل أميتزبول-بيله على موقع IMDb (الإنجليزية)
- موقع سيمون إميل أميتزبول (بالدنماركية)
- مدونة سيمون إميل أميتزبول على موقع på ebblog.dk. (بالدنماركية)
- صفحة سيمون إميل أميتزبول على موقع البرلمان الدنماركي (بالدنماركية)